# هيئة النزاهة الاتحادية
هيئـة النزاهـة الاتحادية هيئة مستقلة، تخضع لرقابة مجلس النواب، لها شخصية معنوية واستقلال مالي وإداري، ويمثلها رئيسها أو من يخوله.
تعمل على المساهمة في منع الفساد ومكافحته، واعتماد الشفافية في إدارة شؤون الحكم على جميع المستويات، عن طريق التحقيق في قضايا الفساد طبقا لأحكام هذا القانون، ومتابعة قضايا الفساد التي لا يقوم محققو الهيئة بالتحقيق فيها، وتنمية ثقافة في القطاعين العام والخاص تقدر الاستقامة والنزاهة الشخصية واحترام اخلاقيات الخدمة العامة، واعتماد الشفافية والخضوع للمساءلة والاستجواب، عبر البرامج العامـة للتوعية والتثقيف، واعداد مشروعات قوانين فيما يساهم في منع الفساد أو مكافحته، الزام المسؤولين فيها بالكشف عن ذممهم المالية، وما لهم من أنشطة خارجية واستثمارات وموجودات وهبات أو منافع كبيرة قد تؤدي إلى تضارب المصالح، وإصدار تنظيمات سلوك تتضمن قواعد ومعايير السلوك الأخلاقي لضمان الأداء الصحيح والمشرف والسليم لواجبات الوظيفة العامة، واعداد السياسة العامة لمكافحة الفساد، والقيام باي عمل يساهم في مكافحة الفساد أو الوقاية منه.

## هدف الهيئة[2]
منع الفساد ومكافحته، واعتماد الشفافية في إدارة شؤون الحكم على جميع المستويات، عن طريق:
أولا:- التحقيق في قضايا الفساد طبقا لأحكام هذا القانون، بواسطة محققين، تحت اشراف قاضي التحقيق المختص، ووفقا لأحكام قانون أصول المحاكمات الجزائية.
ثانيا:- متابعة قضايا الفساد التي لا يقوم محققو الهيئة بالتحقيق فيها، عن طريق ممثل قانوني عن الهيئة بوكالة رسمية تصدر عن رئيسها.
ثالثا:- تنمية ثقافة في القطاعين العام والخاص تقدر الاستقامة والنزاهة الشخصية واحترام اخلاقيات الخدمة العامة، واعتماد الشفافية والخضوع للمساءلة والاستجواب، عبر البرامج العامـة للتوعية والتثقيف.
رابعا:- اعداد مشروعات قوانين فيما يساهم في منع الفساد أو مكافحته ورفعها إلى السلطة التشريعية المختصة عن طريق رئيس الجمهورية أو مجلس الوزراء أو عن طريق اللجنة البرلمانية المختصة بموضوع التشريع المقترح.
خامسا:- تعزيز ثقة الشعب العراقي بالحكومة عبر الزام المسؤولين فيها بالكشف عن ذممهم المالية، وما لهم من أنشطة خارجية واستثمارات وموجودات وهبات أو منافع كبيرة قد تؤدي إلى تضارب المصالح، بإصدار تعليمات تنظيمية لها قوة القانـون بما لا يتعارض معه، وغير ذلك من البرامج.
سادسا:- إصدار تنظيمات سلوك تتضمن قواعد ومعايير السلوك الأخلاقي لضمان الأداء الصحيح والمشرف والسليم لواجبات الوظيفة العامة.
سابعا:- القيام باي عمل يساهم في مكافحة الفساد أو الوقاية منه بشرطين:-
أ- ان يكون ذلك العمل ضروريا ويصب في مكافحة الفساد أو الوقاية منه.
ب- ان يكون فاعلا ومناسبا لتحقيق اهداف الهيئة.

## تكوين الهيئة[3]
أولا – يشكل مجلس النواب لجنة مؤلفة من ٩ أعضاء من لجنة النزاهة والقانونية لاختيـار ثـلاث مرشحين لمنصب رئيس الهيئة.
ثانيا – يصادق مجلس النـواب علـى احـد المرشـحين بالأغلبيـة المطلقـة لعـدد أعـضاءه.
ثالثا – رئيس الهيئة بدرجة وزير يعين لمدة خمسة سنوات.
يشترط فيمن يرشح لرئاسة الهيئة - إضافة الـى الشروط العامة لتولي الوظيفة ان يكون:-
أولا:- حاصلا في الأقل على شهادة جامعية أولية في القانون، وله ممارسة فعلية في اختصاصه مدة لا تقل عن عشر سنوات.
ثانيا:- ان يكون عراقيا وغير محكوم عليه عن جناية غير سياسية أو جنحة مخلة بالشرف.
ثالثا:- ان يتسم  بأعلى معايير السلوك الأخلاقي والنزاهة والأمانة.
رابعا:- ان لا يكون قد رأس الهيئة لفترتين، سواء كانت متتاليتين أو غير متتاليتين.
خامسا:- ان لا يقل عمره عن أربعين سنة.
سادسا:- ان يكون مستقلا لا ينتمي لأية جهة سياسية.
سابعاً: - ان لا يكون مشمولا بإجراءات المساءلة والعدالة.

## يتولى رئيس الهيئة[3]
أولاً:- وضع السياسة العامة للهيئة وادارتها وضمان تأدية واجباتها واحترامها للقانون.
ثانياً:- اقتراح الموازنة السنوية للهيئة، وارسالها إلى وزارة المالية لتوحيـدها ضـمن الموازنة العامة للدولة.
ثالث ـا:- تعيـين وفـصل وتأديـب مــوظفي الهيئـة طبقـا  لأحكام القـانون.
رابعاً:- إصدار اللائحة التنظيمية للكشف عن الذمم المالية.
خامساً:- إصدار لائحة السلوك.
سادساً:- إصدار النظام الداخلي بتشكيلات دوائر الهيئة.
سابعاً:- القيام باي مهام وممارسة اية صلاحيات أخـرى ينص عليها هذا القـانون أو القوانين النافذة الأخرى. لرئيس الهيئة نائبان بدرجة وكيل وزارة يعينان بنفس الطريقة التي يعين بها رئيس الهيئة وبنفس شروطه، على ان يحمل النائب الأول شهادة جامعية أولية في القانون، وان يكون النائب الثـاني من حملة الشهادة الجامعية الأولية في الاختصاصات التربوية أو الإعلامية. أولا:- ترتبط بالنائب الأول دائرة التحقيقات والدائرة القانونية ودائرة الوقاية والدائرة الإدارية والمالية.
ثانيا:- ترتبط بالنائب الثاني دائرة التعليم والعلاقات العامة ودائرة العلاقات مـع المنظمـات غير الحكومية.
ثالثا:- يحل النائب الأول محل رئيس الهيئة في حالة تعذر قيامه بواجباته لأي سبب، ويحـل محله النائب الثاني في حالة تعذر قيام النائب الأول بواجباته لأي سبب.
رابعا:- يمارس نائبا رئيس الهيئة اعمالهما ويؤديان واجباتهما تحت اشراف وتوجيه رئـيس الهيئة.

## دائرة التحقيقات[3]
1-    طبيعة عمل الدائرة:
تلقي البلاغات والشكاوى والمعلومات الخاصة بقضايا الفساد الإداري والمالي من مختلف المصادر، وتتولى القيام بواجبات التحري والتحقيق في تلك القضايا بالتنسيق مع الجهات الرقابية المختصة ومجلس القضاء الأعلى.
2-    اهداف الدائرة:
تهدف دائرة التحقيقات إلى المساهمة في مكافحة الفساد الإداري والمالي من خلال تعزيز الجانب الردعي المتمثل باتخاذ الإجراءات التحقيقية في قضايا الفساد.
3-    مهام عمل دائرة التحقيقات:
هي إحدى دوائر هيئة النزاهة تعمل على المساهمة في محاربة الفساد وردع المفسدين بالتعاون مع المؤسسات ذات العلاقة عن طريق:
1-    التحري عما يرد إلى الهيئة من معلومات عن شبهات الفساد.
2-    التحقيق في قضايا الفساد تحت إشراف قاضي التحقيق المختص.
3-    رصد أفعال الفساد في المؤسسات المختلفة والتحري عنها والتحقيق فيها.
4-     تعزيز ثقة المواطن بالهيئة عن طريق التعريف بإجراءات هذه الدائرة وإنجازاتها المتحققة.

## الدائرة القانونية[3]
المهام والواجبات:
1-  تمثيل الهيئة أمام المحاكم والهيآت واللجان القضائية ومتابعة القضايا والدعاوى التي تكون الهيئة طرفا فيها بضمنها قضايا الفساد التي لا يحقق فيها أحد محققي الهيئة.
2- إبداء الرأي وتقديم المشورة في جميع المسائل التي يعرضها عليها رئيس الهيئة أو نائبه أو بناءً على طلب من دوائر الهيئة.
3-  إعداد واقتـراح التشريعات المعنية بمكافحة الفساد وعرضها علـى السلطة التشريـعية المختصة عن طريق رئيس الجمهورية أو مجلس الوزراء أو عن طريق اللجنة البرلمانية المختصة بموضوع التشريـع المقتـرح التـي تساهم في الحد من الفساد أو الوقاية منه.
4- إعداد وصياغة ومتابعة الاتفاقيات الدولية والإقليمية ومذكرات التفاهم واتفاقيات التعاون المحلية ذات الصلة بمكافحة الفساد التي تبغي الهيئة إبرامها. الوسائل التي تعتمدها الدائرة للقيام بمهامها:
1-  إبداء المشورة القانونية.
2- تحريك الشكاوى الجزائية.
3- إقامة الدعاوى المدنية.
4- تمثيل الهيئة أمام محاكم مجلس الدولة ومديريات التنفيذ.
5- تقديم مشروعات القوانين والتعليمات والأنظمة ذات العلاقة بمكافحة الفساد.
6- تنظيم الوكالات.
7-  توثيق اللجان وفرق العمل والإستجوابات كافة.
8-  تنفيذ توصيات اللجان التحقيقية المقترنة بموافقة رئاسة الهيئة.

## دائرة الوقاية[3]
- طبيعة عمل الدائرة:
1. اعداد واستلام ومتابعة وفحص استمارات كشف الذمة المالية وتدقيق البيانات المذكورة فيها.
2-  القيام بكافة الاجراءات اللازمة للتحقق من صحة البيانات المثبتة في استمارة كشف الذمة المالية والتقصي عن اية معلومات أو اموال غير مصرح عنها.
3-  تدقيق وتحليل اموال المكلف أو زوجه أو اولاده ومدى تناسبها مع مواردهم الاعتيادية وكشف حالات تضخم الاموال والكسب غير المشروع واتخاذ الاجراءات القانونية اللازمة.
4-  البحث عن حالات تضارب المصالح للمكلف أو زوجه أو اولاده أو اقاربه إلى الدرجة الثانية.
5- تكليف أي موظف أو مكلف بخدمة عامة ترى الهيئة ضرورة الكشف عن ذمته المالية بناءاً على إخبار مقترن بأدلة معتبرة بحدوث كسب غير مشروع في امواله أو اموال زوجه أو اولاده لاينسجم مع مواردهم الاعتيادية.
6- تكليف أي تنظيم سياسي أو منظمة غير حكومية أو اتحاد أو نقابة أو جمعية لاثبات مشروعية مصادر التمويل واوجه الانفاق.
7- اعداد لوائح السلوك الوظيفي واعداد تنظيمات سلوك تخصصية تتضمن قواعد ومعايير السلوك الاخلاقي لضمان الاداء الصحيح والمشرف والسليم لواجبات الوظيفة العامة.
8-  تقييم الاداء الوظيفي والمؤسساتي في دوائر الدولة عبر مراقبة حسن الاداء وتبسيط الاجراءات وعرض الملاحظات والتوصيات والمقترحات من خلال اعداد تقارير بذلك بغية تمكين تلك المؤسسات من تقديم أفضل الخدمات لطالبيها (افراد، مؤسسات).
9- متابعة تنفيذ مقتضيات الحملة الوطنية لمكافحة الرشوة.
10-  متابعة تنفيذ برنامج الشفافية وحماية المال العام مع الوزارات والجهات غير المرتبطة بوزارة.
-  اهداف الدائرة:
1- تعزيز ثقة الشعب العراقي بالحكومة عبر إلزام المسؤولين فيها بالكشف عن ذممهم المالية، ومالهم من انشطة خارجية واستثمارات وموجودات وهبات أو منافع كبيرة قد تؤدي كسب غير مشروع وتضخم في الاموال أو تضارب المصالح، عبر إجراء التعديلات القانونية اللازمة واصدار تعليمات تنظيمية تسهل تنفيذها.
2- إصدار لوائح سلوك تتضمن قواعد ومعايير السلوك الاخلاقي لضمان الاداء الصحيح والمشرف والسليم لواجبات الوظيفة العامة.
3- مكافحة ظاهرة الرشوة من خلال رصد وتحديد المسببات ووضع الحلول الناجعة لمكافحة هذه الظاهرة.
4-  ضمان تنفيذ برنامج الشفافية وحماية المال العام من قبل الوزارات والجهات غير المرتبطة بوزارة من خلال المتابعة المستمرة مع تلك الجهات لتنفيذ البرنامج المذكور انفا مع اعلام الامانة العامة لمجلس الوزراء بمقدار التزام كل جهة بتنفيذ فقرات البرنامج المذكور وبموجب تقارير دورية.
5- تقويم الاداء الوظيفي والمؤسساتي في دوائر الدولة من خلال اعداد التقارير التي تعرض الملاحظات وتقدم التوصيات والمقترحات لضمان حسن الاداء وتبسيط الاجراءات سواء من حيث المشاريع التي تقوم دوائر الدولة بتنفيذها وتصويبها بما ينعكس على واقع الخدمات العامة لطالبيها (افراد، مؤسسات).
6-  القيام باي عمل يساهم في مكافحة الفساد أو الوقاية منه بشرطين:
*  ان يكون ذلك العمل ضروريا ويصب في مكافحة الفساد أو الوقاية منه.
*  ان يكون فاعلا ومناسبا لتحقيق اهداف الهيئة.
* ندرج في ادناه أهم المصطلحات المستخدمة في عمل دائرة الوقاية:
الكسب غير المشروع: هو كل زيادة تزيد على (20%) سنوياً في اموال المكلف أو اموال زوجه أو اولاده لا تتناسب مع مواردهم الاعتيادية ولم يثبت المكلف سبباً مشروعاً لهذه الزيادة، ويعد كسباً غير مشروع الاموال التي يثبت حصول الشخص الطبيعي عليها بالاشتراك مع المكلف بقرار قضائي بات.
استمارة كشف الذمة المالية: هي استمارة إقرار بالذمة المالية للمكلفين بتقديمها وفق قانون هيئة النزاهة والكسب غير المشروع رقم (30) لسنة 2011 المعدل.
المكلف: هو الملزم قانونا بتقديم استمارة كشف الذمة المالية.
تضارب المصالح: هو وجود مصلحة مادية للموظف تتعارض مع المنصب أو الوظيفة التي يشغلها.  
السلوك الوظيفي: هي قواعد ومعايير السلوك الوظيفي والأخلاقي التي يجب أن يلتزم بها الموظف والمكلف بخدمة عامة وتُعد أهم الوسائل الوقائية التي تساهم في مكافحة الفساد.
الشفافية وحماية المال العام: برنامج يهدف إلى ترسيخ حرمة المال العام واعتباره ثقافة اجتماعية راسخة للارتقاء بالمعايير الاخلاقية للوظيفة العامة.

## دائرة التعليم والعلاقات العامة[3]
بموجب قانون هيئة النزاهة رقم (30) لسنة 2011 تم تعريف دائرة دائرة التعليم والعلاقات العامة لتتولى مهمة القيام بما هو ضروري ومناسب لتنمية ثقافة النزاهة والاستقامة والشفافية والخضوع للمساءلة وأشاعة التعامل المنصف وأحترام القانون من خلال أعداد مناهج تعليمية  لتعزيز السلوك الأخلاقي في مجال الخدمة العامة بالتعاون مع المؤسسات التعليمية أضافة إلى أعداد الندوات والمؤتمرات وبرامج التدريب أو أية أنشطة أخرى تصب في تحقيق أهداف أشاعة ثقافة النزاهة ونبذ ومحاربة الفساد وتمارس مهام أعمالها من خلال الأقسام والشعب التي حددها النظام الداخلي لتشكيلات هيئة النزاهة رقم (1) لسنة 2018 المعمول به بموجب الامر الوزاري ذي العدد (ق ت /10/2198 في 27/5/2018) وكالاتي:-
أولا":- شعبة السكرتارية     
ثانيا":- وحدة التخطيط
ثالثا":- الشعبة الإدارية
رابعا":- قسم التعليم
خامسا":- قسم العلاقات العامة

## دائرة العلاقات مع المنظمات غير الحكومية[3]
1-    طبيعة عمل الدائرة:
ان دائرة العلاقات مع المنظمات غير الحكومية هي إحدى تشكيلات هيأة النزاهة المعنية بتقديم البرامج العامة للتثقيف والتوعية لتنمية ثقافة النزاهة والاستقامة والشفافية لدى المواطن والتي عزز قانون هيأة النزاهة رقم 30 لسنة 2011 بموجب المادة (10/خامساً) من دورها باعتبارها الدائرة التي تعنى بتعزيز ثقافة السلوك الاخلاقي في القطاعين (العام والخاص) وبالتعاون مع المنظمات غير الحكومية عن طريق برامج التدريب والاتصال بالجمهور عبر وسائل الاعلام وغيرها .. ومن الناحية الفنية هي الدائرة الوحيدة من تشكيلات الهيأة التي كانت ولازالت المعنية بالتعاون والتعامل مع القطاع الخاص والمنظمات غير الحكومية.
2-    أهداف الدائرة:
إشاعة ثقافة النزاهة من خلال الجوانب التوعوية والتثقيفية لجميع شرائح المجتمع وتحشيد الجهود المجتمعية لنشر هذه الثقافة التي تجسد مظاهر النزاهة في القطاعين (العام والخاص).

## الدائرة الإدارية والمالية[3]
- طبيعة عمل الدائرة:

تقديم أفضل الوسائل لدعم مفاصل الهيأة كافة من موارد بشرية ومادية وفنية وتكنولوجيا المعلومات وصولاً إلى الحكومة الإلكترونية لتمكنها من المضي في الحد من ظاهرة الفساد الإداري والمالي تدريجياً في مختلف أجهزة الدولة ومرافقها العامة وتقديم كافة الخدمات الأخرى لدوائر ومفاصل الهيأة كافة.
- اهداف الدائرة:

1-    تهيئة موازنة كافية لأنشطة الهيأة الأساسية والساندة لتمكين دوائر الهيأة ومفاصلها من إنجاز المهام والواجبات الموكلة بها من خلال تشخيص أنشطة الدوائر وجمع البيانات وتصنيفها ووضع تقديرات الموازنة (الإستثمارية والجارية).
2-    تطوير تكنولوجيا المعلومات تمهيداً للوصول إلى الحوكمة من خلال تقييم الأنظمة وإجراءات العمل الحالية وإعداد أنظمة متخصصة لتطوير عمل الهيأة وتهيئة البنى التحتية للحكومة الألكترونية والإستعانة بالجهات المتخصصة.
3-    توفير مكان مناسب وملائم للعمل من خلال إضافة أبنية جديدة للهيأة ومكاتبها ومديرياتها المنتشرة في بغداد والمحافظات وتطوير وتأهيل وصيانة الأبنية الحالية.
4-    تأمين وتوفير المعدات والأجهزة المختلفة التي تساعد في النهوض بالعمل لتحقيق أفضل النتائج لمفاصل الهيأة كافة والعمل على إدامتها وصيانتها من أجل المحافظة على تلك الأجهزة والمعدات.
5-    إعداد موارد بشرية فاعلة تتمتع بكفاءات عالية من خلال توفير البرامج والخطط الخاصة بالتدريب والتطوير.
6-    إعداد هيكل إداري مناسب لكافة أنشطة الهيأة من خلال إبرام العقود مع جهات أكاديمية ومراكز تطويرية والمساهمة في إعداد النظام الداخلي والهيكل التنظيمي والتوصيف الوظيفي لعموم الهيأة.
7-    تحقيق الرضا الوظيفي لكافة موظفي الهيأة من خلال منح الموظفين حقوقهم من رواتب وترقيات ومنحهم العلاوات السنوية.

## دائرة الاسترداد[3]
- طبيعة عمل الدائرة:

التحري وجمع المعلومات عن المتهمين والمدانين الهاربين المطلوبين لهيأة النزاهة وعن اموال الفساد المهربة خارج الأراضي العراقية واسترداد الاموال المهربة.
- اهداف الدائرة:

استرداد المتهمين والمدانين بقضايا فساد والذين هربوا إلى خارج العراق وملاحقتهم قضائيا مستندين إلى الاتفاقيات والقوانين الدولية النافذة.
استرداد الاموال المهربة من قبل المتهمين والمدانين المطلوبين لهيأة النزاهة أينما وجدت.
جمع المعلومات والبيانات الكفيلة بتحديد مكان المتهم الهارب والاموال المهربة خارج الأراضي العراقية.
اعداد قاعدة بيانات تحوي المعلومات كافة عن محل اقامة المتهمين المدانين والاموال المهربة.
ترسيخ قوة القانون في المجتمع كونه يطول المفسدين المتطاولين على المال العام حتى بعد هروبهم إلى الخارج.
تفعيل اجراءات الردع بملاحقة المتهمين والمدانين في قضايا فساد الهاربين خارج الأراضي العراقية.
التنسيق والتعاون مع الجهات ذات العلاقة (المحلية والدولية) بخصوص استرداد المتهمين المدانين والاموال المهربة.

## دائرة التخطيط والبحوث[3]
- طبيعة عمل الدائرة:

ان دائرة التخطيط والبحوث تعمل في مجالات الوقاية والتثقيف على تعزيز النزاهة ومكافحة الفساد والحد منه، إلى جانب عدد من دوائر الهيئة الأخرى المتخصصة في هذا المجال، وتتولى الدائرة المهام الآتية:
• إعداد الدراسات والبحوث العلمية ذات العلاقة بـ (اسباب الفساد، نتائجه، الوسائل الفاعلة للحد منه ومكافحته).
• وضع الآليات الكفيلة للوصول إلى بناء مقاييس وطنية للفساد.
• إدارة مشاريع الشراكات البحثية مع المؤسسات الرسمية والمنظمات غير الحكومية.
• تقديم الاستشارات العلمية لعدد من الجهات الداخلية والخارجية حول المقترحات واوراق العمل والاجراءات الصادرة عنها.
• اقامة الانشطة والفعاليات العلمية.
• تقديم المقترحات التطويرية للارتقاء بمستوى اداء الهيئة.
• تقييم البحوث والدراسات المحالة اليها بموجب اختصاصها القانوني من قبل عدة جهات داخل وخارج الهيئة، سبيلاً لنشرها في الدوريات العلمية المعتمدة، وبيان مدى صلاحيتها للنشر، توفر الامانة العلمية، دقة المعلومات الواردة فيها.
• إصدار مجلة النزاهة والشفافية للبحوث والدراسات.
• إصدار التقارير السنوية ونصف السنوية والتخصصية لانجازات ونشاطات ومشاركات الهيئة ودوائرها.
• تحليل الاستبانات واستطلاعات الرأي المنفذة من قبل الهيئة.
• المشاركة في التدريب والقاء المحاضرات في الدورات التي تقيمها الاكاديمية العراقية لمكافحة الفساد في العديد من المجالات التخصصية ذات العلاقة بطبيعة العمل الرقابي.
- اهداف الدائرة:

تعمل الدائرة للوصول إلى جملة اهداف، وهي:
• تأطير العمل الرقابي بالمناهج العلمية من خلال المزاوجة الموضوعية بين المجالين.
• وضع خارطة طريق لبناء مقياس وطني لتحديد مؤشر قياس الفساد في العراق.
• ترشيد السياسات والقرارات الوطنية من خلال التوصل إلى توصيات قابلة للتطبيق على ارض الواقع.
• احداث نقلة نوعية في العمل البحثي في مجال مكافحة الفساد من خلال التعاون مع المؤسسات الاكاديمية والبحثية الرسمية وغير الرسمية.
• تلبية التزامات العراق في الاتفاقيات الدولية والإقليمية، وحسب الاختصاص.

## الأكاديمية العراقية لمكافحة الفساد[3]
- طبيعة عمل الدائرة:

ايجاد نظام تدريبي وتعليم ابداعي شامل يبنى على احتياجات الجهات الرقابية ويساهم في الحد من ظاهرة الفساد من خلال تطوير القدرات والمهارات الرقابية التي تنهض بواقع المؤسسات وتخدم الاهداف التي تصبو اليها.
- اهداف الدائرة:

اولاً: التدريب.
ثانياً: ضمان توفير تعليم مستمر لتأهيل كوادر الجهات الرقابية.
ثالثاً: نشر ثقافة النزاهة والشفافية والمسائلة والخضوع للمحاسبة.
رابعاً: اعداد البحوث والدراسات.